# アメリカ歯科医師会
アメリカ歯科医師会（アメリカしかいしかい　英American Dental Association、ADA）とは、1859年に設立されたアメリカ合衆国の歯科医師による職能団体で、16万1000人以上の会員が在籍している。シカゴのニアー・ノース・サイドにある同医師会ビルを本部拠点とするADAは、世界最大かつ最古の国家歯科協会であり、職業歯科の代表として良好な口腔衛生を公に促進している。
ADAは「アメリカ歯科医師会ジャーナル」という名の、歯科関連論文の月刊学術誌を出版している。

## 概要
1859年8月3日、ニューヨーク州ナイアガラフォールズに米国で様々な歯科団体を代表する歯科医26名が集まり、アメリカ歯科医師会（ADA）が設立された。ADAには15万2000人以上の会員がおり、55州545地域の歯科医団体で構成されている。世界最大かつ最古の歯科医協会であり、公共と職業歯科医の両方に尽力している。
同協会は、シカゴの本部とワシントンDCの事務所に400人以上の従業員を有する。メリーランド州ゲーサーズバーグのアメリカ国立標準技術研究所（NIST）構内にあるパッフェンバーガー研究センター（PRC）は、アメリカ歯科医師会財団（ADAF）の機関であり科学部門局である。PRCの科学者は臨床研究、歯科化学、高分子化学、う蝕学の基礎研究および応用研究を行い、ADAの研究として使用されている。

### 認証印
ADAは歯科用製品の試験と広告に関する厳格なガイドラインを設け 、1931年に最初のADA認証印の授与が実施された。現在、約350社のメーカーがこの自発的プログラムに参加し、1300以上の製品が認証印を受けている。
製品製造業者はADAが審査する製品ごとに14500ドルが手数料請求される。承認された製品について、製造業者は年会費3500ドルを支払う。ADAによると、このプログラムから利益は出ないとしている。 

### 組織構造
協会の行政機関である理事会は、会長、次期会長、副会長2名、米国内17地区それぞれからの理事17名で構成されている。財務責任者および事務局長は元充て職として就く。協会の立法機関である代表部会は、53の構成員団体、5つの連邦歯科サービスとアメリカ歯科医学生協会（ADSA）を代表する460人の代表者で構成されている。この議会は、協会の年次会合において年一回行われる。
医師会の評議員11名は、政策提言機関として機能する。 各評議員は、関心のある特別な分野に関連した問題を調査し、理事会および代表部会にそれら事案の勧告を行うために任命されている。
医師会の公式出版物はアメリカ歯科医師会ジャーナルである。 他の出版物にはADAニュースや歯科治療ADAガイドなどがある。
ADAの後援のもと運営を行う歯科認証委員会は、アメリカ合衆国教育省により米国内の歯科医（先進歯科や共同の歯科教育プログラムも含む）のための国家認定機関として認められている。 それはまた47の各州で認定されている。
ADAは歯科診療の9つの専門領域を正式に認定している。歯科公衆衛生、歯内療法学、口腔顎顔面病理学、口腔顎顔面外科学、歯列矯正および顎整形外科、小児歯科、歯周治療学、歯科補綴学、口腔顎顔面の放射線学である。
ADA図書館には、約33000冊の本と17500本の学術誌を収録した豊富な歯科資料がある。またADA図書館は600以上の学術誌に出資を行っている。
ADA財団は同協会の慈善団体である。この財団は、歯科に関する研究、教育、奨学金、受診の機会、怪我や病状や高齢のために生計が立てられない歯科医とその扶養家族への救済援助といった慈善支援プログラム、に向けた助成金を拠出している。このほか災害被害者にも助成金を付与している。 

## 提唱
ADAは、米国議会の国会議員にいくつかの主義主張を唱えている。その議題には、アマルガムとフッ化物の安全性と有効性に関する歯科研究への資金調達、将来の歯科医のための学生ローンや居住プログラムの支援、メディケイドや子供医療保険プログラム（CHIP ）での歯科治療範囲の拡大、保険改革や医療負担改革および医療情報技術による歯科費用の削減、水道水フッ化物添加 やタバコ規制を通じた公衆衛生の改善、そして防災計画とその対処などが含まれる。

## 広告塔
恐竜ダドリーがADAの広告キャラクターで、彼は擬人化したティラノサウルスである。ダドリーは、母親や、妹のディーディー、祖父、赤ちゃんの弟ディグビーと一緒に暮らしている。彼の友達は、他の恐竜や先史時代の生物（マンモスやサーベルタイガーのような）である。ダドリーそして彼の友達や家族が、漫画のキャラクターという形で健康な歯と良い口腔衛生を保つ方法を子供たちに教えている。
恐竜ダドリーは1991年の冬に初登場し、子供のために初めてバイリンガル（英語とスペイン語）で公共サービスのキャンペーンを行った。ダドリーは、テレビで多数の公共広告に出演するほか、12回の全国児童歯科健康月間キャンペーン、いくつかの塗り絵の本と患者教育の小冊子、ADAが製作した4つのアニメーション短編、全米にある屋外広告看板2500枚に描かれている。ダドリーは主要な賞を100以上獲得し、マグカップや人形も作られている。ADAから入手可能な漫画やDVDの中で彼は主役を演じている。 

## 沿革
- 1840年：最初の歯科大学、ボルチモア歯科医科大学（英語版）が設立される[9]。
- 1840年：アメリカ歯科外科医学会（英語版）（ASDS）が設立される[9]。
- 1845年：アメリカ歯科外科医学会は、水銀アマルガム充填材を使わないと約束する義務宣誓書に署名するよう会員に要請。
- 1855年：ペンシルベニア州フィラデルフィアにアメリカ歯科議会（American Dental Congress）が設立される。 協会の定款および憲法が採択された[10]。
- 1856年：アメリカ歯科外科医学会は、歯科用アマルガムに対する立場から会員権を失ったため解散。
- 1859年：26人の歯科医がニューヨーク州ナイアガラフォールズで集まって、アメリカ歯科医師会（American Dental Association）という名の職能団体を結成した。
- 1860年：最初のADA憲法および細則が採択された。
- 1897年：ADAは南部歯科医師会と合併して、国立歯科医師会（英語版）（NDA）を形成する。
- 1908年：NDAが最初の歯科患者教育パンフレットを発行。
- 1913年：NDAが新たな憲法と細則を採択し、代表部会と理事会を設立。
- 1913年：「NDA会報（Bulletin of the National Dental Association）」という表題で、NDA最初の学術誌を出版。
- 1922年：NDAをアメリカ歯科医師会（ADA）に改名。
- 1928年：ADAは国立標準局（NBS）と提携。国立歯科審査会（NBDE）が設立される。
- 1930年：歯科用製品の審査を監督するため、歯科治療学評議会が設立される。同評議会がADAの認定証プログラムを制定。
- 1931年：シカゴのノース・サイドにあるADA本部にて、最初のADA認定証が授与された。
- 1936年：ADAの歯科教育評議会が結成される。
- 1948年：国立歯科研究所（NIDR）が設立される。以後にNIDCR（National Institute of Dental and Craniofacial Research）と改名。
- 1950年：ADAは議会と協力し、2月6日を全国児童歯科健康デーと宣言。 ADAが水道水フッ化物添加を承認する。
- 1964年：非営利の保健機関による最初のカラーテレビ公共広告をADAが制作。 ADAは歯科保健研究と教育プログラムに従事する目的で、501(c)団体（3号）の非営利組織、ADA保健財団を設立。
- 1970年：ADAニュースを初めて刊行。
- 1978年：歯科医療評議会を設立。
- 1979年：歯科医認証委員会を設立。
- 1987年：若手専門家のADA委員会が結成される（後の新人歯科医師委員会になる）。
- 1991年：ADA初の女性会長に、ジェラルディン・モロー博士が選出される[11]。
- 1995年：ADAのWebサイト、ADA ONLINEを作成（後のADA.org）。
- 2002年：最初のマイノリティなADA会長として、ユウジン・セキグチ（Eugene Sekiguchi）博士が選出される。 彼は日系アメリカ人である。
- 2003年：全国児童歯科健康月間の一環として、初の「ギブ・キッズ・ア・スマイル」デー（子供に笑顔を与える日）を開催。
- 2009年：初の女性ADA常務理事にキャスリーン・オラフリン博士が就任[12]。